# أرسطوبولس ملك خالكيس
أرسطوبولس ملك خالكيس هو ابن هيرودس الخامس وزوجته الأولى مريمان. كان هيرودس الخامس حاكم اليطوريون في خالكيس، وحفيد هيرودس الكبير.

## حياته
تزوج أرسطوبولس من سالومي بعد وفاة زوجها الأول هيرودس فيلبس الثاني، وأنجبا ثلاثة أبناء: هيرودس وأغريباس وأرسطوبولس، عُثِرَ على ثلاث عملات معدنية مع صور له وسالومي.
لم يخلف أرسطوبولس والده مباشرة كحاكم لخالكيس. ولكن عند وفاة والده في عام 48 بعد الميلاد أعطى الإمبراطور كلوديوس المملكة لابن عم أرسطوبولس هيرودس أغريباس الثاني، وفي عام 52 م أُعطى أغريباس الأراضي التي كان يحكمها في السابق هيرودس فيلبس الثاني، فأُعطي أرسطوبولس لاحقًا خالكيش. وظل ملكها حتى وفاته في 92 م، وبعد وفاته أصبحت المنطقة جزءًا من المقاطعة الرومانية سوريا.